# Oxydesmus barombi
Oxydesmus barombi är en mångfotingart som beskrevs av Cook 1896. Oxydesmus barombi ingår i släktet Oxydesmus och familjen Oxydesmidae. Inga underarter finns listade i Catalogue of Life.